# Landesbetrieb Straßenwesen
Der Landesbetrieb Straßenwesen Brandenburg (LS) ist ein Landesbetrieb im Sinne von § 14 des Gesetzes über die Organisation der Landesverwaltung in Brandenburg (Landesorganisationsgesetz – LOG). Er ist für die Planung, den Bau, die Unterhaltung und den Betrieb der Bundesstraßen und Landesstraßen in Brandenburg zuständig. Der LS ist – wie das Landesamt für Bauen und Verkehr – eine nachgeordnete Behörde des Ministeriums für Infrastruktur und Landesplanung mit Sitz in Hoppegarten (Landkreis Märkisch-Oderland).

## Aufgaben des Landesbetriebes
Zu den Aufgaben des Landesbetriebs gehören laut Errichtungserlass vom 8. Dezember 2004 insbesondere:
1. die Planung, der Bau und Betrieb und die Unterhaltung der Bundesfernstraßen,
2. die Planung, der Bau und Betrieb und die Unterhaltung der Landesstraßen,
3. die Verwaltung des Straßenlandes (Fachvermögen),
4. die Gewährleistung der Verkehrssicherheit auf allen Bundesfernstraßen und Landesstraßen,
5. die Förderung des kommunalen Straßenbaus.

Darüber hinaus ist der Landesbetrieb zuständige Stelle für die Berufsausbildung im anerkannten Ausbildungsberuf des Straßenwärters nach dem Berufsbildungsgesetz (BBiG) im Land Brandenburg und er ist Ausbildungsbehörde für die Laufbahn von Beamten des höheren technischen Verwaltungsdienstes im Land Brandenburg (Fachrichtung Bauingenieurswesen).

## Struktur
Der Betriebssitz des Landesbetriebes befindet sich in Hoppegarten an der Stadtgrenze zu Berlin. Er verfügt über insgesamt 7 Dienststätten (DS) in 3 Regionen:
Region Ost
- DS Frankfurt (Oder)
- DS Eberswalde

Region West
- DS Potsdam
- DS Kyritz

Region Süd
- DS Cottbus
- DS Wünsdorf

Ehemalige Niederlassung Autobahn
- DS Stolpe

Im Jahr 2020 verfügte der Landesbetrieb laut Geschäftsbericht über 2244 Beschäftigte.
Geleitet wird der Landesbetrieb von einem Vorstand, bestehend aus drei Fachvorständen inklusive eines Vorstandsvorsitzenden.

## Straßennetz
Das Straßennetz im Land Brandenburg, das der Landesbetrieb betreut, umfasst etwa 11.389 Kilometer. Dieses Netz besteht zum Stand 1. Januar 2021 aus
- 2.740 Kilometern Bundesstraßen
- 5.680 Kilometern Landesstraßen
- und 2.969 Kilometern Kreisstraßen.

Begleitend werden 2.082 km Radwege an Bundes- und Landesstraßen betreut. Zum Straßennetz gehören außerdem 1.555 Brückenbauwerke, davon 806 an Bundes- und 749 an Landesstraßen.